# Faunapark Flakkee
Faunapark Flakkee is een dierenpark gelegen in Nieuwe-Tonge op Goeree-Overflakkee. Het werd in 1995 opgericht. De dierenverblijven staan rondom het park. Het werk wordt gedaan door vrijwilligers. Sinds 2018 heeft de organisatie een dierentuinvergunning.

## Geschiedenis
De Duivenwaardsepolder, waarin het park ligt, had eerder een landbouwbestemming. Er werden onder ander bieten, uien, aardappelen verbouwd. In 1995 richtte een vogelliefhebber het park in, het was in 1997 voor het eerst toegankelijk voor bezoekers. Na het overlijden in 2005 van de oprichter werd een stichting opgericht om sluiting te voorkomen.
In 2014 werd het park overgenomen door een nieuwe eigenaar met als doel er een volwaardige dierentuin van te maken. Sinds 2018 heeft Faunapark Flakkee een dierentuinvergunning. Het park is lid van Dier en Park.

## Diersoorten
Behalve vogels worden er in het park zoogdieren in gevangenschap gehouden. Er zijn diverse soorten kleine katachtigen, mangoesten, wezelachtigen en eekhoorns, daarnaast zijn er ook reptielen. 

### Vogels
- Australische kuifduif
- Blauwe pauw
- Blauw-gele ara
- Bronsvleugelduif
- Emoe
- Europese Flamingo's
- Goudfazant
- Grasparkiet
- Grijswangneushoornvogel
- Groenvleugelduif

- Hollandse kuifeend
- Kerkuil
- Kippen
- Lachvogel
- Kuifsierema
- Maleise bosuil
- Europese oehoe
- Ooievaar
- Witte pauw of Bruidspauw
- Prachtrosella

- Roodpootbosuil
- Koningsbuizerd
- Roze kaketoe
- Sneeuwuil
- Valkparkiet
- Vietnamfazant
- Von der deckens tok
- Witwangtoerako
- Zilverfazant
- Raaf

### Zoogdieren
- Alpaca
- Aziatisch kwaststaartstekelvarken
- Azara's agoeti
- Bennettwallaby
- Beverrat
- Birma eekhoorn
- Capibara
- Caracal
- Cavia
- Dwergmangoest
- Europese Dwergmuis
- Ezel
- Grote Gevlekte Boomeekhoorn

- Grote Grison
- Indisch stekelvarken
- Kleinklauwotters
- Loewak
- Moeraskat
- Ocelot
- Parma Wallaby
- Parmawallaby
- Prairiehondjes
- Prevostklappereekhoorn
- Rode Lynx

- Rode Neusbeer
- Servals
- Shetlandpony
- Siberische wezel
- Steppevos
- Stokstaartje
- Tayras
- Tijger genetkat
- Vosmangoest
- witoorpenseelaap
- Zebramangoest
- Zilvervos

### Reptielen
- Geelwangschildpad

- Roodwangschildpad

-